# Hedwig Stalter
Hedwig Stalter (* 1907 in Websweiler Hof; † 1986 in Dudweiler) war eine deutsche Kinderärztin, die sich für die Förderung des qualifizierten Nachwuchses am Institut für Humangenetik der Universität des Saarlandes eingesetzt hat.

## Leben
Stalter machte 1931 in Neunkirchen ihr Abitur und studierte anschließend Medizin, zunächst in München, dann in Bonn, Kiel und Heidelberg. 1936 folgte das Staatsexamen. In Anlehnung an ihre Herkunft aus einem großen bäuerlichen Betrieb lautete das Thema ihrer Dissertation: „Vergiftungen in der Landwirtschaft“.
Ihre erste Stelle trat sie im Bürgerhospital in Saarbrücken an. Der Krieg verschlug sie nach Bremen, wo sie im dortigen Kinderkrankenhaus tätig war. Ihr damaliger Chef charakterisierte sie 1946 folgendermaßen: „Sie hat sich ausschließlich für Medizin interessiert und gab sich allenfalls noch mit Fragen der Kunst ab“. Dies führte sie immer wieder nach Worpswede.
1948 kam Hedwig Stalter ins Saarland zurück und eröffnete eine Kinderarztpraxis in Sulzbach, wo sie, um schneller zu ihren kleinen Patienten zu kommen, mit einem Motorrad durch die Stadt fuhr. Von Sulzbach aus betreute sie unter anderem die Kinderstation im Dudweiler Krankenhaus. 1960 eröffnete sie ihre Praxis in der Martin-Luther-Straße in Dudweiler Süd, die sie bis zu ihrem Tod führte.
Nach Hedwig Stalter ist eine Straße in Saarbrücken-Dudweiler (Nord) benannt.

## Hedwig-Stalter-Stiftung
In ihrem Testament hat Stalter festgelegt, dass ihr Vermögen zur Gründung der Hedwig-Stalter-Stiftung in Homburg genutzt werden sollte, durch die Nachwuchswissenschaftler am Institut für Humangenetik gefördert werden sollen. Diese Stiftung wurde im Jahr 1988 eingerichtet. Dieser Preis wird in Form eines Forschungsstipendiums für zwei Jahre vergeben und die Fördersumme beträgt 20.000 bis 30.000 €. Bisher wurde er an 14 Preisträger vergeben. Der Preis wurde 1991 erstmals vergeben:
- 1991: Wolfram Henn und Cornelius Welter
- 1994/1995: Ayhan Ermis und Steffi Urbschat
- 1996/1997: Ulrike Fischer
- 1999/2000: Matthias Engel, Christine Bauer und Dominik Monz
- 2002/2003: Sandra Ehlhardt, Silke Wemmert und Andrea Zippel
- 2004/2005: Jens Radermacher
- 2009/2011: Petra Leidinger[4]
- 2013: Nicole Ludwig
- 2016: Masood Abu-Halima
- 2022: Caroline Diener, Laura Gröger, Viktoria Wagner